# Prosopocoilus sericeus taronii
Prosopocoilus sericeus taronii es una subespecie de coleóptero de la familia Lucanidae.

## Distribución geográfica
Habita en la Península de Malaca y Tailandia.